# Jean-Guy Branger
Pour les articles homonymes, voir Branger.
Jean-Guy Branger, né le 15 avril 1935 à Cabariot (Charente-Inférieure), est un homme politique français.

## Biographie
Professeur de lycée de profession, il occupe plusieurs mandats d'élus à partir des années 1960. Membre du RPR avant de rejoindre les adhérents directs de l'UDF, il est député de la Charente-Maritime à partir de 1977, lorsqu'il remplace Albert Bignon dont il était le suppléant et qui meurt durant son mandat.
Lors des élections législatives de l'année suivante, il refuse de devenir suppléant du candidat soutenu par le RPR François Heilbronner et, s'opposant à ce qu'il considère comme un parachutage, il décide de se représenter,, ce qui lui vaudra une exclusion du RPR. Il l'emporte finalement au second tour face au candidat d'union de la gauche Michel Fort (par 22 511 voix contre 19 370) et sera élu aux élections législatives sans discontinuer jusqu'en 1997, date à laquelle il est battu par Bernard Grasset. Il est élu sénateur de la Charente-Maritime le 27 septembre 1998. Il ne se représente pas en 2008.

## Autres mandats
- Député de la Charente-Maritime de 1977 (à la suite du décès d'Albert Bignon, dont il était le suppléant) à 1997 (battu par le socialiste Bernard Grasset)
- Vice-président du conseil général de la Charente-Maritime
- Maire de Surgères
- Président de la communauté de communes de Surgères
- Président du Pays d'Aunis
- Président du Centre de gestion de la fonction publique territoriale de la Charente-Maritime
- Président de l'office départemental HLM de la Charente-Maritime

## Distinctions
Jean-Guy Branger est chevalier de la Légion d'honneur (2009).